# Нечиста крв 2: Балкански рат
Нечиста крв 2: Балкански рат је српски филм из 2025. године у режији Стојана Стојчића и наставак је филма Нечиста крв из 1996. године.
Филм садржи до сада неприказан снимљен материјал који је продуцент филма пребацио у Србију пре неколико година из филмске лабораторије Бојана филм из Софије.
Београдска премијера биће одржана током 2025 године.

## Радња
Балкански рат је други део филмске саге започете Нечистом крвљу. Филм прати историјске догађаје од 1900 до почетка Првог светског рата 1914 године, кроз бурно раздобље буна и ратних сукоба на Балкану, осликавајући личне и националне борбе главних ликова у сусрет великој историјској промени...

## Улоге
| Глумац              | Улога   |
| ------------------- | ------- |
| Бојана Пековић      | Софија  |
| Светлана Ражнатовић | Коштана |
| Филип Гајић         | Томча   |
| Петар Божовић       |         |
| Раде Шербеџија      | Марко   |
| Маја Стојановић     | Софка   |